# 吴彤 (媒体人)
吴彤（1986年2月13日—），中国电视节目制作人、导演，曾策划制作《王牌对王牌》《我就是演员》《青春环游记》等热门系列综艺节目。现任浙江卫视节目中心副主任。

## 简介
吴彤1986年2月13日出生于浙江，2009年毕业于浙江传媒学院05级媒介经营管理专业后，进入浙江卫视担任节目编导。由于表现出色，2011年，吴彤在仅入行两年的情况下，被任命为浙江卫视综艺节目《越跳越美丽》的制片人，成为当时全台最年轻的制片人。之后，制作的“星二代”综艺节目《我不是明星》收视率跃居全国第一。2016年，吴彤被委以重任，担任浙江卫视周五黄金档综艺节目《王牌对王牌》的制作人、导演。2017年，制作其职业生涯中另一档重要综艺节目《演员的诞生》（《我就是演员》），获得“2017中国综艺峰会匠心盛典”年度匠心制片人奖。2021年，升任浙江卫视节目中心副主任，获得“2020抖音娱乐年度大赏”年度电视人奖项。目前旗下拥有多个工作室负责制作网络平台综艺节目：「小狐狸工作室」（愛奇藝《萌探探探案3》《萌探2024》）、小恐龙工作室（優酷《這是我的島》）、小海豹工作室（優酷《岛屿少年》）、小蓝鲸工作室（愛奇藝《一路繁花》／騰訊視頻《演员请就位3》）。